# Élections législatives de 1968 dans le territoire français des Afars et des Issas
Les élections législatives françaises de 1968 se déroulent le 23 juin 1968. Dans le territoire français des Afars et des Issas, un député est à élire dans le cadre d'une circonscription.

## Élus
| Circonscription        | Député sortant         | Parti | Parti | Député élu ou réélu    | Parti | Parti |
| ---------------------- | ---------------------- | ----- | ----- | ---------------------- | ----- | ----- |
| Circonscription unique | Abdoulkader Moussa Ali |       | UDR   | Abdoulkader Moussa Ali |       | UDR   |

## Résultats

### Résultats à l'échelle du territoire
|                | Union pour la défense de la République | 27 548 | 85,07  | 1 |  |  |
|                | Union des républicains de progrès      | 27 548 | 85,07  | 1 |  |  |
|                |                                        |        |        |   |  |  |
|                | Divers                                 | 4 836  | 14,93  | 0 |  |  |
|                |                                        |        |        |   |  |  |
| Inscrits       | Inscrits                               | 41 425 | 100,00 | 1 |  |  |
| Abstentions    | Abstentions                            | 5 893  | 14,23  |   |  |  |
| Votants        | Votants                                | 35 532 | 85,77  |   |  |  |
| Blancs et nuls | Blancs et nuls                         | 3 148  | 8,86   |   |  |  |
| Exprimés       | Exprimés                               | 32 384 | 91,14  |   |  |  |

### Résultats par circonscription
| | Abdoulkader Moussa Ali sortant réélu | UDR (URP)      | 27 548 | 85,07  |  |  |  |
| | Issa Ahmed Mohamed                   | Sans étiquette | 4 836  | 14,93  |  |  |  |
| |                                      |                |        |        |  |  |  |
| Inscrits | Inscrits                             | Inscrits       | 41 425 | 100,00 |  |  |  |
| Abstentions | Abstentions                          | Abstentions    | 5 893  | 14,23  |  |  |  |
| Votants | Votants                              | Votants        | 35 532 | 85,77  |  |  |  |
| Blancs et nuls | Blancs et nuls                       | Blancs et nuls | 3 148  | 8,86   |  |  |  |
| Exprimés | Exprimés                             | Exprimés       | 32 384 | 91,14  |  |  |  |
| Source : France, Ministère de l'intérieur. Les Élections législatives. Métropole., la Documentation française, 1974 (lire en ligne) |                                      |                |        |        |  |  |  |